# Kreisformtest
Der Kreisformtest bezeichnet eine Methode zur Überprüfung der Positioniergenauigkeit bzw. zur Beurteilung der Reglereinstellungen einer CNC-Werkzeugmaschine. Die Genauigkeit der Maschine wird dabei bewertet, indem die Position  des Werkzeugnullpunktes beim Verfahren einer Kreiskontur gemessen wird. Die verschiedenartigen Abweichungen der Ist-Kontur von der Soll-Kontur geben Aufschluss über die Fehler und Fehleinstellungen der Maschine.

## Messverfahren
Eine einfache Methode des Kreisformtests ist die direkte Aufzeichnung der Bahnkurve mit den maschineneigenen Messsystemen. Dadurch können jedoch nicht alle Einflüsse ermittelt werden. Das Verfahren wird hauptsächlich angewendet bei der Einstellung der Kv-Faktoren (Maß für die Geschwindigkeitsverstärkung).
Am üblichsten ist heute das Double Ballbar Verfahren (engl. double – doppelt; ball – Kugel; bar - Stange). Das in seiner Länge veränderliche Messgerät wird dabei an der Spindelmitte sowie im Zentrum des zu fahrenden Kreises mit je einem Kugelgelenk gelagert und nimmt die Abstandsänderung zwischen Spindel- und Kreismitte auf – also den Radius des gefahrenen Kreises.
In beiden Fällen wird der Kreisformtest einmal mit und einmal gegen den Uhrzeigersinn gefahren.
Das Messverfahren ist genormt in ISO 230-4:2005 Prüfregeln für Werkzeugmaschinen – Teil 4: Kreisformprüfungen für numerisch gesteuerte Werkzeugmaschinen.

## Abweichungen und Ursachen
| gemessene Kreisformabweichung                                       | Ursache |
| ------------------------------------------------------------------- | --- |
| Spitzen/Ausschläge an Quadrantenübergängen                          | Haftreibung (und anschließendes Losreißen); Umkehrspiel; Reglereinstellung                                                               |
| Oval, 45° geneigt, in UZS gleich wie gegen UZS                      | die an der Bewegung beteiligten Achsen stehen nicht senkrecht zueinander                                                                 |
| Oval, 45° geneigt, in UZS ungleich wie gegen UZS                    | unterschiedliche Kv-Faktoren in beiden Achsen                                                                                            |
| Rauschen in gegenüberliegenden Quadrantenübergängen                 | Stick-Slip-Effekt (z. B. durch unzureichende Schmierung) in der Achse, an der der Quadrantenübergang mit Rauschen ist; defekte Führungen |
| kompletter Kreis verrauscht                                         | Vibrationen in der Maschine |
| kompletter Kreis wellig (zyklisch)                                  | Spindelsteigungsfehler |
| Hysterese nach außen (positiver Radiussprung am Quadrantenübergang) | Spiel in Antriebsstrang oder Führungen                                                                                                   |
| Hysterese nach innen (negativer Radiussprung am Quadrantenübergang) | Spiel in den Führungen; Hysterese im Wegmesssystem; Überkompensation der Umkehrspanne                                                    |